# Epacta
Epacta (del latín epactae, -ārum, en griego: ἐπακταί, añadidos o intercalados [días]) es:
1. Número de días en que el año solar excede al “año” lunar común de doce lunaciones.
2. Número de días o edad que la luna de diciembre tiene el día uno de enero, contados desde el último novilunio.
3. Número de días transcurridos desde la última luna nueva (epacta lunar).

Epacta también significa lo siguiente:
- El librito que cada año sale para el régimen y orden del rezo divino, Recitandi oficii eclesiatici tabulae diurnae
- Las fiestas que los atenienses celebraban en honor de la diosa Ceres y en conmemoración del dolor que experimentaba porque le fue robada su hija Perséfone (Proserpina para los romanos). Estos actos se celebraban en la ciudad de Eleusis.

El conocimiento de la epacta permite calcular las fechas en que se producen los novilunios de un año y por tanto la fase en que se encuentra la luna en cualquier fecha. En la astronomía anglosajona se distingue entre epacta anual y epacta lunar.
La epacta es el segundo Canon que impuso la reforma del calendario gregoriano:

“Epacta nihil aliud est quam numerus dierum quibus annus solaris communis dierum 365 annum communem lunarem dierum 354 superat”
“No es nada más que el número de días que un año solar común de 365 días excede al año lunar de 354 días”

La epacta se utiliza para el cálculo de la fecha de Pascua, que es el domingo siguiente a la primera Luna llena después del equinoccio de primavera en el hemisferio norte.

## Cálculo
El cálculo del epacta se puede realizar a partir de las fórmulas de Gauss. Cabe aclarar que este método solo es válido para el calendario gregoriano, que se implementó en 1582. 
Para ello, en primer lugar, se calcula la variable “d”, se le resta 53 y finalmente se divide entre 30, resultando en la epacta.
Ejemplo:
a=resto(2016/19)= 2 
k=cociente(2016/100)= 20 
p=cociente((13+8x20)/25)= 6 
q=cociente(20/4)= 5 
M=resto((15-6+20-5)/30)= 24 
d=resto((19x2+24)/30)= 2 
Epacta=resto((53-d)/30)= resto((53-2)/30)= 21 
Lo que significa que el 1 de enero de 2016 la luna estuvo en el día 21 de su fase desde la última luna nueva. La epacta también se suele representar con números romanos, quedando en este caso como XXI. Si la epacta resultase ser 0, se representa con un asterisco (*).